# Pohlia excelsa
Pohlia excelsa är en bladmossart som beskrevs av Kindberg 1909. Pohlia excelsa ingår i släktet nickmossor, och familjen Bryaceae. Inga underarter finns listade i Catalogue of Life.